# Carmen Argibay

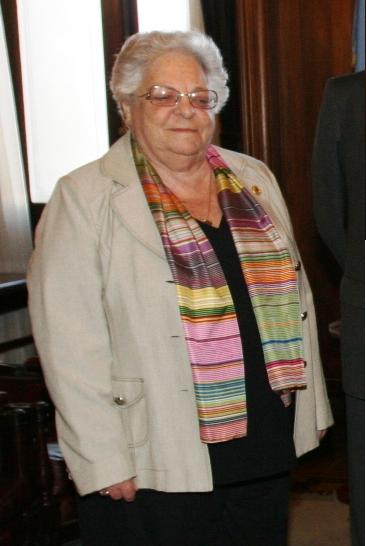
Carmen Argibay (2009)

Carmen María Argibay (* 15. Juni 1939 in Buenos Aires; † 10. Mai 2014 ebenda) war eine argentinische Juristin. Sie war Richterin am Corte Suprema de Argentina, dem obersten argentinischen Gerichtshof.

## Leben und Wirken
Argibay studierte Rechtswissenschaften an der Universität Buenos Aires. Ab 1959 arbeitete sie als Gerichtsassistentin am Strafgericht von Buenos Aires, 1961 wechselte sie an das Jugendstrafgericht. 1964 schloss sie ihr Studium ab und praktizierte anschließend ab 1965 zunächst als Rechtsanwältin mit eigener Kanzlei. 1969 kehrte sie in den Justizdienst zurück. Nach dem Militärputsch 1976 wurde sie von den neuen Machthabern entlassen und war in der Folge über neun Monate hinweg ohne Anklage in Haft. Nach ihrer Haftentlassung war sie wieder als Rechtsanwältin tätig. Nach dem Ende der Militärdiktatur und der Rückkehr zur Demokratie 1984 wurde sie wieder in den Justizdienst berufen und als Richterin am Strafgericht von Buenos Aires eingesetzt. 1988 wurde sie zur Richterin am Nationalen Straf- und Strafvollzugsgerichtshof befördert, eine Position, die sie bis 1993 innehatte, als sie Richterin für mündliche Strafverhandlungen wurde. Im Jahr 2002 wurde Argibay zur Ad-litem-Richterin am Internationalen Strafgerichtshof für das ehemalige Jugoslawien ernannt.

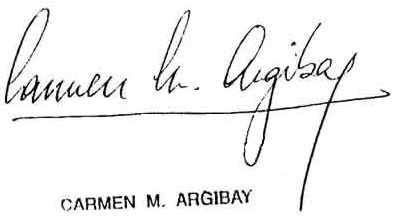
Unterschrift Argibays

Nach der Reformierung des Corte Suprema de Argentina, dem obersten argentinischen Gerichtshof, durch den argentinischen Präsidenten Néstor Kirchner war Argibay die erste Frau, die als Richterin dorthin berufen wurde. Ihre Wahl zog sich über das Jahr 2004 hin, bis sie am 3. Februar 2005 ihr Amt antreten konnte. Ihre Ernennung stieß in konservativen und insbesondere bei der katholischen Kirche auf Widerstand, nachdem sie sich selbst als „eher links als rechts“ und „militante Atheisten“ bezeichnet und sich aktiv für das Recht der Frau auf Abtreibung eingesetzt hatte. Aus katholischen Kreisen wurde die ledige und kinderlose Argibay als „nicht repräsentativ für argentinische Frauen“ bezeichnet. 2007 erhielt Argibay zusammen mit Carlos Cerda und Mónica Feria für „die erfolgreiche Verteidigung der Gerechtigkeit und demokratischen Prinzipien gegen Unterdrückung und Einschüchterung durch diktatorische Regimes“ den Gruber Justice Prize.
Argibay unterrichtete neben ihrem Richterberuf auch umfassend, unter anderem an der Universität von Buenos Aires. Seit 1988 war sie Mitglied des wissenschaftlichen Beirats des Höheren Instituts für Justizbildung für den Aufbaustudiengang Rechtspflege. Sie war außerdem Direktorin des Programms für kostenlose Bildung für arbeitende Frauen und Rentnerinnen des Frauenbibliotheksverbands und Dozentin an den Universitäten Belgrano und El Salvador. Außerdem war sie Botschafterin der Kampagne zur Beseitigung von Gewalt des Instituto Social y Politico de la Mujer und von UNIFEM. Insbesondere war sie eine der Richterinnen am Tokio-Tribunal 2000, das über die Verantwortung der japanischen Streitkräfte für die sexuelle Versklavung in den von ihnen während des Zweiten Weltkriegs besetzten Ländern entschied. Argibay war Gründerin und erste Präsidentin des Argentinischen Verbands der Richterinnen und Präsidentin sowohl der Internationalen Vereinigung der weibliche Richterinnen als auch der Stiftung der Richterinnen.
Carmen Argibay starb am 10. Mai 2014 im  Instituto Argentino de Diagnóstico y Tratamiento der Stadt Buenos Aires, nachdem sie über Atem-, Herz- und Verdauungsbeschwerden geklagt hatte.